# Kategoria Superiore 2022/23
Die Kategoria Superiore 2022/23 (offizielle ausgetragen als Abissnet Superiore) war die 84. Spielzeit der höchsten albanischen Spielklasse im Männerfußball. Sie begann am 19. August 2022 und endete am 29. Mai 2023 mit dem 36. Spieltag.
Nachdem Titelverteidiger KF Tirana am vorletzten Spieltag gegen Aufsteiger Bylis Balls nicht über ein 2:2 hinauskam, übernahm Partizani Tirana, das gleichzeitig bei KS Kastrioti Kruja mit 4:1 gewann, die Tabellenführung und sicherte sich am letzten Spieltag durch ein 2:0 gegen Teuta Durrës die 17. Meisterschaft.
Aufgestiegen waren KS Bylis Ballsh und KF Erzeni Shijak, die die abgestiegenen Vereine KF Skënderbeu Korça und KF Dinamo Tirana ersetzten.

## Vereine
| Logo                       | Verein                | Stadt      | Stadion                 |
| -------------------------- | --------------------- | ---------- | ----------------------- |
| Logo KS Bylis Ballsh       | KS Bylis Ballsh       | Ballsh     | Adush-Muça-Stadion      |
| Logo FK Egnatia Rrogozhina | KS Egnatia Rrogozhina | Rrogozhina | Arena Egnatia           |
| Logo Partizani Tirana      | FK Partizani Tirana   | Tirana     | Kompleksi Partizani     |
| Logo KF Tirana             | KF Tirana             | Tirana     | Selman-Stërmasi-Stadion |
| Logo Kukësi                | FK Kukësi             | Kukës      | Zeqir-Ymeri-Stadion     |
| Logo Kastrioti Kruja       | KS Kastrioti Kruja    | Kruja      | Redi-Maloku-Stadion     |
| Logo Teuta Durrës          | KS Teuta Durrës       | Durrës     | Niko-Dovana-Stadion     |
| Logo Erzeni Shijak         | KF Erzeni Shijak      | Shijak     | Tofik-Jashari-Stadion   |
| Logo Laçi                  | KF Laçi               | Laç        | Laç-Stadion             |
| Logo FK Vllaznia Shkodra   | KS Vllaznia Shkodra   | Shkodra    | Loro-Boriçi-Stadion     |

## Statistiken

### Abschlusstabelle
| Pl. | Verein                  | Sp. | S  | U  | N  | Tore    | Diff. | Punkte |
| --- | ----------------------- | --- | -- | -- | -- | ------- | ----- | ------ |
| 1.  | FK Partizani Tirana     | 36  | 20 | 7  | 9  | 056:370 | +19   | 67     |
| 2.  | KF Tirana (M)           | 36  | 20 | 7  | 9  | 056:330 | +23   | 67     |
| 3.  | KS Egnatia Rrogozhina   | 36  | 14 | 10 | 12 | 046:320 | +14   | 52     |
| 4.  | KS Vllaznia Shkodra (P) | 36  | 13 | 11 | 12 | 039:370 | +2    | 50     |
| 5.  | KF Laçi                 | 36  | 14 | 6  | 16 | 045:460 | −1    | 48     |
| 6.  | KS Teuta Durrës         | 36  | 12 | 12 | 12 | 033:400 | −7    | 48     |
| 7.  | FK Kukësi               | 36  | 12 | 9  | 15 | 031:350 | −4    | 45     |
| 8.  | KF Erzeni Shijak (N)    | 36  | 8  | 16 | 12 | 036:480 | −12   | 40     |
| 9.  | KS Bylis Ballsh (N)     | 36  | 9  | 11 | 16 | 031:420 | −11   | 38     |
| 10. | KS Kastrioti Kruja      | 36  | 8  | 11 | 17 | 026:490 | −23   | 35     |

Platzierungskriterien: 1. Punkte – 2. Direkter Vergleich (Punkte, Tordifferenz, geschossene Tore) – 3. Tordifferenz – 4. geschossene Tore

| (M) | amtierender albanischer Meister: KF Tirana               |
| (P) | amtierender albanischer Pokalsieger: KS Vllaznia Shkodra |
| (N) | Neuaufsteiger: KS Bylis Ballsh, KF Erzeni Shijak         |

### Kreuztabelle
| Spieltage 1–18       | Spieltage 1–18        | Spieltage 1–18     | Spieltage 1–18 | Spieltage 1–18 | Spieltage 1–18      | Spieltage 1–18     | Spieltage 1–18  | Spieltage 1–18 | Spieltage 1–18      | 2022/23               | Spieltage 19–36      | Spieltage 19–36       | Spieltage 19–36    | Spieltage 19–36 | Spieltage 19–36 | Spieltage 19–36     | Spieltage 19–36    | Spieltage 19–36 | Spieltage 19–36 | Spieltage 19–36     |
| Logo KS Bylis Ballsh | FK Egnatia Rrogozhina | KS Kastrioti Kruja | FK Kukësi      | KF Laçi        | FK Partizani Tirana | Logo Erzeni Shijak | KS Teuta Durrës | KF Tirana      | KS Vllaznia Shkodra | Verein                | Logo KS Bylis Ballsh | FK Egnatia Rrogozhina | KS Kastrioti Kruja | FK Kukësi       | KF Laçi         | FK Partizani Tirana | Logo Erzeni Shijak | KS Teuta Durrës | KF Tirana       | KS Vllaznia Shkodra |
| -------------------- | --------------------- | ------------------ | -------------- | -------------- | ------------------- | ------------------ | --------------- | -------------- | ------------------- | --------------------- | -------------------- | --------------------- | ------------------ | --------------- | --------------- | ------------------- | ------------------ | --------------- | --------------- | ------------------- |
|                      | 0:0                   | 2:0                | 0:0            | 0:1            | 0:1                 | 4:1                | 0:0             | 0:1            | 1:0                 | KS Bylis Ballsh       |                      | 2:3                   | 1:0                | 1:1             | 0:2             | 0:1                 | 1:1                | 2:2             | 1:1             | 1:2                 |
| 0:1                  |                       | 0:0                | 1:2            | 2:0            | 3:0                 | 1:1                | 1:2             | 0:2            | 3:0                 | KS Egnatia Rrogozhina | 2:0                  |                       | 4:1                | 0:1             | 1:1             | 1:1                 | 3:2                | 1:1             | 1:2             | 0:0                 |
| 3:0                  | 2:3                   |                    | 1:1            | 0:1            | 1:1                 | 0:0                | 2:1             | 0:0            | 1:0                 | KS Kastrioti Kruja    | 0:2                  | 1:0                   |                    | 1:0             | 2:1             | 1:4                 | 2:2                | 0:0             | 0:1             | 2:2                 |
| 2:0                  | 0:1                   | 1:2                |                | 1:0            | 1:2                 | 0:2                | 0:1             | 1:1            | 0:1                 | FK Kukësi             | 2:0                  | 0:3                   | 1:0                |                 | 3:0             | 1:0                 | 0:0                | 0:0             | 2:0             | 0:0                 |
| 0:1                  | 0:1                   | 4:1                | 0:1            |                | 1:0                 | 1:0                | 3:1             | 1:2            | 1:1                 | KF Laçi               | 0:1                  | 0:1                   | 3:0                | 1:2             |                 | 3:2                 | 1:0                | 4:3             | 1:3             | 2:0                 |
| 2:1                  | 2:1                   | 0:0                | 2:1            | 1:0            |                     | 0:1                | 0:2             | 0:2            | 1:2                 | FK Partizani Tirana   | 2:1                  | 1:1                   | 4:1                | 1:3             | 1:2             |                     | 3:0                | 2:0             | 2:0             | 2:1                 |
| 1:1                  | 0:0                   | 1:1                | 0:2            | 1:0            | 3:3                 |                    | 0:0             | 0:2            | 1:0                 | KF Erzeni Shijak      | 1:2                  | 2:1                   | 1:1                | 1:1             | 1:1             | 1:2                 |                    | 1:1             | 1:2             | 3:2                 |
| 1:1                  | 1:1                   | 2:0                | 0:0            | 0:1            | 1:4                 | 1:2                |                 | 1:0            | 0:0                 | KS Teuta Durrës       | 1:0                  | 1:0                   | 1:0                | 1:0             | 1:2             | 0:2                 | 2:0                |                 | 2:1             | 1:1                 |
| 4:1                  | 1:0                   | 4:0                | 4:1            | 3:3            | 0:1                 | 0:1                | 4:0             |                | 1:2                 | KF Tirana             | 2:2                  | 2:1                   | 1:0                | 2:1             | 3:2             | 1:1                 | 3:1                | 0:2             |                 | 0:1                 |
| 2:1                  | 0:1                   | 1:0                | 2:1            | 4:1            | 1:2                 | 2:2                | 4:0             | 0:0            |                     | KS Vllaznia Shkodra   | 0:0                  | 0:4                   | 0:1                | 2:0             | 1:1             | 1:1                 | 3:1                | 1:0             | 0:1             |                     |

### Relegation
| Datum        |                  | Ergebnis  |                    |
| ------------ | ---------------- | --------- | ------------------ |
| 4. Juni 2023 | KF Erzeni Shijak | 2:1 n. V. | KS Korabi Peshkopi |

Beide Vereine blieben in ihren jeweiligen Ligen.

### Torschützenliste
| Pl. | Name              | Mannschaft            | Tore |
| --- | ----------------- | --------------------- | ---- |
| 01. | Florent Hasani    | KF Tirana             | 16   |
| 02. | Victor da Silva   | FK Partizani Tirana   | 13   |
| 03. | Patrick Nonato    | KF Erzeni Shijak      | 12   |
| 04. | Raphael Dwamena   | KS Egnatia Rrogozhina | 11   |
| 04. | Redon Xhixha      | KF Tirana             | 11   |
| 04. | Saliou Guindo     | KF Laçi               | 11   |
| 07. | Xhuliano Skuka    | FK Partizani Tirana   | 10   |
| 08. | Lorenco Vila      | KS Teuta Durrës       | 09   |
| 09. | Amir Kahrimanović | KS Egnatia Rrogozhina | 08   |
| 09. | Sherif Kallaku    | KS Teuta Durrës       | 08   |